# Isla Ono
Ono es una isla barrera de 5,5 millas (8,9 km) de largo en el sur del condado de Baldwin, Alabama, en la desembocadura de la bahía Perdido en el norte del golfo de México. Limita con  Bayou St John por el norte y río viejo (old river) hacia el sur. Comunidades de los alrededores incluyen Perdido Key, en Florida, al sur y al este, y Orange Beach, en Alabama, al oeste. La comunidad no se encuentra dentro de los límites corporativos de ningún municipio y es privada y cerrada. Se accede por un puente privado de la Ruta Estatal 182.
La isla fue descubierta por los españoles en el siglo XV, quienes la llamaron Orinoco, que significa "un lugar para la navegación." El desarrollo comenzó en la década de 1970;. Ahora hay más de 700 casas en la isla La comunidad tiene su propia torre de agua, estación de bomberos, y el puerto privado, dos centros de recreación, una casa de guardia a la entrada, y un centro administrativo conocido como Casa Ono. La isla cuenta con varios canales utilizados para el tráfico de agua. La carretera principal que divide la isla en uno de los extremos se conoce como Ono Boulevard, y sigue la franja de tierra de todo el camino hasta 8 millas (13 km) de longitud.